# Microthelys
Microthelys – rodzaj roślin z rodziny storczykowatych (Orchidaceae). Obejmuje 7 gatunków występujących w Ameryce Północnej i Środkowej w takich krajach i regionach jak: Kostaryka, Ekwador, Gwatemala, Meksyk, Nowy Meksyk w Stanach Zjednoczonych.

## Systematyka
Rodzaj sklasyfikowany do podplemienia Spiranthinae w plemieniu Cranichideae, podrodzina storczykowe (Orchidoideae), rodzina storczykowate (Orchidaceae), rząd szparagowce (Asparagales) w obrębie roślin jednoliściennych.
Wykaz gatunków
- Microthelys constricta (Szlach.) Szlach.
- Microthelys hintoniorum (Todzia) Szlach., Rutk. & Mytnik
- Microthelys intagana (Dodson & Dressler) Szlach.
- Microthelys markowskiana (Szlach.) Szlach.
- Microthelys minutiflora (A.Rich. & Galeotti) Garay
- Microthelys nutantiflora (Schltr.) Garay
- Microthelys rubrocalosa (B.L.Rob. & Greenm.) Garay